# Анрі Марто (скрипаль)
Анрі Марто (фр. Henri Marteau; 31 березня 1874, Реймс — 3 жовтня 1934, Ліхтенберг, Німеччина) — французький скрипаль, композитор і музичний педагог. Батько письменника Жана Марто.
Син текстильного фабриканта Альбера Марто і його дружини Клари Луїзи Доротеї, народженої як Швенді, яка брала колись уроки фортепіано у Клари Шуман. Батьки Марто тримали домашній салон, гостем якого бував, зокрема, Шарль Гуно, спеціально для юного Марто написав скрипкову інтерлюдію в Месі пам'яті Жанни д'Арк, виконаної в Катедральному соборі Реймса в 1887 році. Перші уроки музики Марто брав у відомого скрипаля Камілло Сіворі, потім у Юбера Леонара.
У 1900–1907 рр. Марто викладав у Женевській консерваторії, а в 1907 був запрошений зайняти місце Йозефа Йоахіма в Берлінській вищій школі музики. Однак з початком Першої світової війни він був заарештований як француз і поміщений під домашній арешт в містечку Ліхтенберг у Верхній Франконії; в 1915 році він оформив шведське громадянство. У повоєнні роки Марто вважав за краще проводити майстер-класи у себе вдома в Ліхтенберзі.
У широкому репертуарі Марто виділяються твори Макса Регера, з яким він часто виступав дуетом; Марто був першим великим виконавцем, який визнав молодого німецького композитора, і Регер присвятив йому цілий ряд своїх творів, включаючи скрипковий концерт, вперше виконаний скрипалем 15 жовтня 1908 року зі Оркестром Гевандгауса під керуванням Артура Нікіша. Серед інших помітних фігур, з якими Марто виступав в ансамблі, — акомпанував йому (зберігся ряд записів) Панчо Владіґеров. У різні роки Марто очолював різні струнні квартети (разом з ним, зокрема, грали Хуго Беккер, Ернст Канблай, Джордже Джорджеску).
Композиторська спадщина Марто включає концерт для віолончелі з оркестром (1907), струнні тріо, квінтет для кларнета і струнних, органні твори та ін.
Ім'я Марто носять вулиця в місті Гоф (нім. Henri-Marteau-Straße) і площа в Ліхтенберзі, де він помер (нім. Henri-Marteau-Platz). З 2002 року в Ліхтенберзі проводиться Міжнародний конкурс скрипалів імені Анрі Марто.